# TV Manchete São Paulo
TV Manchete São Paulo foi uma emissora de televisão brasileira sediada em São Paulo, capital do estado homônimo. Operava no canal 9 VHF e era uma emissora própria da Rede Manchete. Entrou no ar em 1983, e foi extinta devido a falência da rede, vendida para a TeleTV em 1999. Seu canal hoje é ocupado pela RedeTV! São Paulo, geradora e cabeça de rede da RedeTV!.

## História

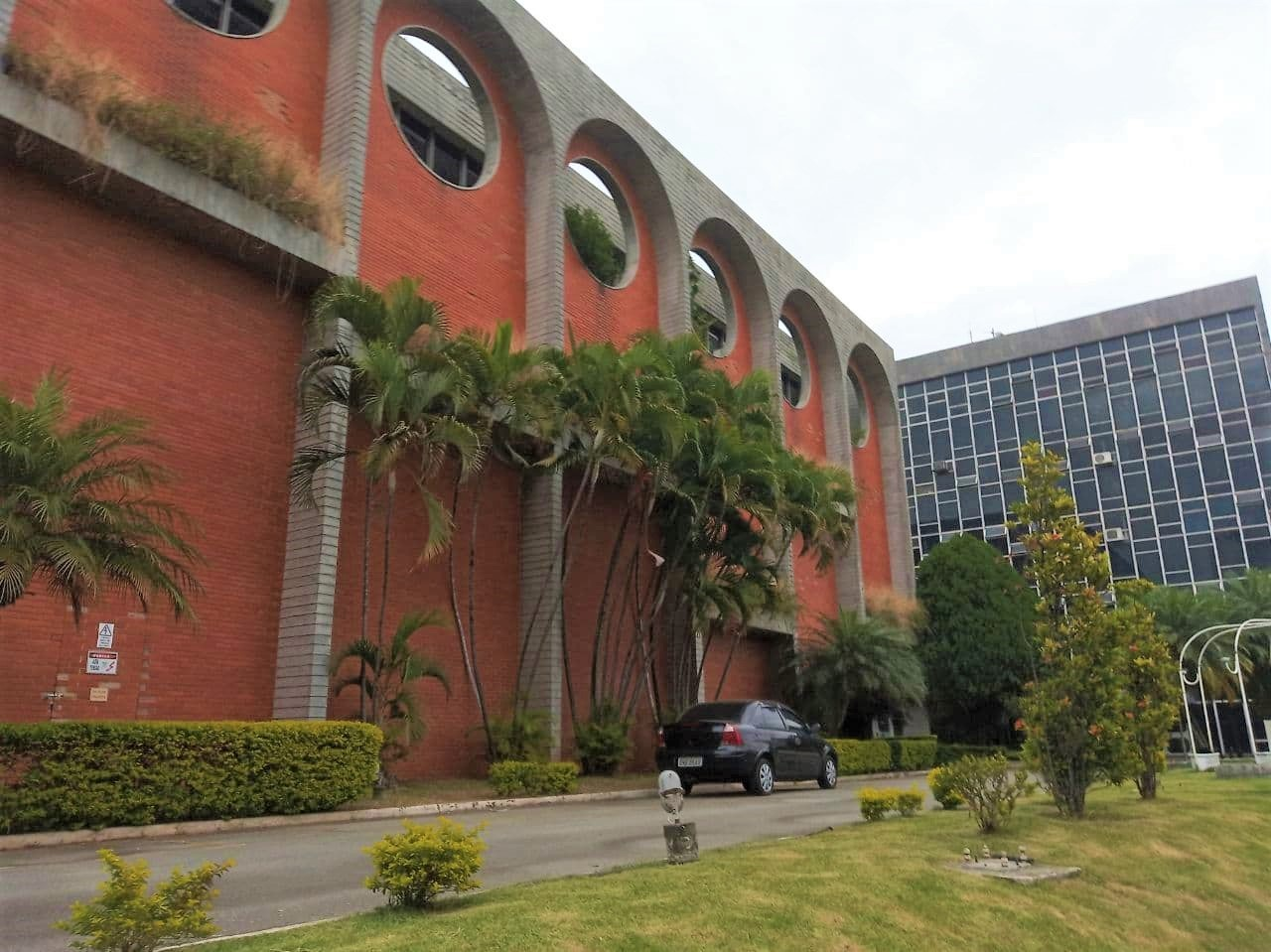
Antiga sede da Rede Manchete em São Paulo, o prédio inaugurado em 1990 foi projetado por Oscar Niemeyer

Em 18 de Julho de 1980, o Governo Federal cassou as concessões de TV da Rede Tupi. Com isso, a então TV Tupi Rio de Janeiro é extinta. Em 23 de abril de 1981, Adolfo Bloch e Silvio Santos recebem numa licitação do governo as concessões da Rede Tupi e da TV Excelsior de São Paulo. Bloch recebe as concessões da Tupi de Recife, Fortaleza, Rio de Janeiro e Belo Horizonte, além da concessão da TV Excelsior, o antigo canal 9 VHF de São Paulo.

### Estreia
A TV Manchete São Paulo entrou no ar em 5 de junho de 1983, às 7 da noite, juntamente com a Rede Manchete. A emissora era, junto a TV Manchete Rio de Janeiro, uma das geradoras da programação, sendo que a matriz carioca alternava a com a mesma. Inicialmente, possuía apenas um pequeno prédio de três andares no Sumaré, a Torre Bruxelas, onde funcionavam seus transmissores e onde trabalhavam as equipes de reportagem que produziam matérias para os telejornais da rede, em uma casa anexa. Em 24 de janeiro de 1990, foi inaugurada a nova sede da emissora, localizado na Avenida Ida Kolb, 551, no Limão.

### Crise e greves
Em 16 de junho de 1993, a programação da emissora é suspensa por conta dos atrasos dos salários dos funcionários. Cerca de 50 funcionários ocuparam o prédio antigo da emissora, e exibiram no lugar da programação da emissora slides explicando que os mesmos estavam sem salários a 5 meses. Sindicalistas da CUT e do Sindicato dos Radialistas de São Paulo invadiram a emissora acompanhados de alguns políticos de partidos alinhados como o PCdoB e o PT, tirando o sinal da emissora do ar e transmitindo uma programação alternativa onde políticos e sindicalistas discutiam sobre a greve e a situação financeira da emissora.
Por conta de falta de peças, o transmissor da TV Manchete da capital paulista estava operando com 30% de sua potência. A crise que se instalava na rede causava problemas como falta de manutenção em suas emissoras.
Em setembro de 1998, depois de 15 anos, a Rede Manchete inicia uma crise que culminaria no fim da emissora em 10 de maio de 1999. Neste dia, a Manchete foi vendida ao grupo TeleTV, seguindo no ar por mais alguns dias, até ser substituída por uma programação transitória, assumindo temporariamente a marca TV! até o mês de novembro de 1999.

### Fechamento
A Rede Manchete e suas emissoras próprias foram vendidas para Amilcare Dallevo e Marcelo de Carvalho, donos do Grupo TeleTV, famoso por ter criado o serviço de 0900 em programas de televisão em que haviam interatividade com o telespectador. Eles fundaram a RedeTV! em 15 de novembro de 1999 e suas emissoras próprias passaram a usar este nome. A geradora foi transferida para os estúdios da nova emissora em Barueri, na Grande São Paulo, e a emissora carioca tornou-se apenas filial da nova rede.
A antiga sede da Rede Manchete localizada no Limão foi vendida em 2001 para a Editora Escala, se tornando a sede da mesma desde então. Já o M, logotipo da emissora que ficava no topo do prédio, permaneceu no local até o ano de 2004 quando os novos donos venderam o objeto para uma siderúrgica por não terem encontrado outro uso para ele.